# Simanga Dlamini
Simanga Dlamini (* 8. Oktober 1997) ist ein eswatinischer Schwimmer.

## Karriere
Simanga Dlamini nahm den Olympischen Spielen 2020 in Tokio teil. Im Wettkampf über 50 m Freistil belegtet er Rang 63.
Er nahm auch an den Schwimmweltmeisterschaften 2015, 2017, 2019, den CANA Zone IV Swimming Championships 2020 und 2022 und den Afrikaspielen 2023 teil. Zudem ging er bei den Kurzbahnweltmeisterschaften 2018 und den Commonwealth Games 2022 an den Start.